# Hiperborejci
Hiperborejci (grč.: Hyperboreioi, lat.: Hyperborei) su mitski narod iz grčke i rimske mitologije koji obitavaju daleki sjever, gdje sunce nikada ne zalazi.

## Mitologija
Sukladno njihovu imenu, prijestolnica toga naroda nalazila se iznad zemlje boga sjevera Boreja (Hyper Borei). Neki od antičkih autora, kao što su Eratosten i Plinije, smatrali su da ta zemlja zaista postoji, ali je većina taj narod smatrala mitskim.
Hiperborejci su bili narod koji nije poznavao ratove i koji je živio sretno u izobilju, poštenju i mudrosti. Nisu imali nikakve međusobne sukobe i rasprave. Njihov životni vijek prelazio je tisuću godina, a ako bi tko odlučio da i prije toga okonča svoj život, bila bi priređena posebna svečanost pri kojoj bi izabranik skakao s visoke stijene u more.
Budući da je u zemlji Hiperborejaca vladao vječni mir i sunce je stalno sijalo, sam bog Apolon u jesen je dolazio u zemlju Hiperborejaca kako bi ondje proveo zimu. Početkom proljeća napuštao bi Hiperborej i vraćao se na kolima koja su vukli labudovi natrag u Delfe.

## Vanjske poveznice
- Hiperborej